# Спенсер-Черчилль, Чарльз Ричард Джон, 9-й герцог Мальборо
Чарльз Ричард Джон Спенсер-Черчилль, 9-й герцог Мальборо (13 ноября 1871 — 30 июня 1934) — британский аристократ, военный и консервативный политик, пэр Англии. 
Носил титулы графа Сандерленда (1871—1883) и маркиза Блэндфорда (1883—1892). Он был также известен как «Солнечный» Мальборо.

## Рождение и образование
Родился 13 ноября 1871 года в Шимле (Британская Индия). Единственный сын сэра Джорджа Чарльза Спенсера-Черчилля (1844—1892), 8-го герцога Мальборо (1883—1892), и Альберты Фрэнсис Энн (1847—1932), дочери Джеймса Гамильтона, 1-го герцога Аберкорна. Племянник лорда Рэндольфа Черчилля и двоюродный брат сэра Уинстона Черчилля, премьер-министра Великобритании (с последним он поддерживал близкие и дружеские отношения). Получил образование в Винчестерском колледже и Тринити-колледже в Кембридже.

## Политическая карьера
В ноябре 1892 года после смерти своего отца Чарльз Ричард Джон Спенсер-Черчилль унаследовал титул герцога Мальборо и стал членом Палаты лордов. В августе 1895 года он произнес первую речь в верхней палате парламента.
В 1899—1902 годах — генеральный казначей Великобритании. Он также был заместителем государственного министра по делам колоний (1903—1905). В 1899 году Чарльз Спенсер-Черчилль был включен в состав Тайного совета.
В 1917—1918 годах герцог Мальборо занимал должность парламентского секретаря совета сельского хозяйства и рыболовства. Его последняя речь в палате лордов состоялась в декабре 1931 года.
На коронации короля Великобритании Эдуарда VII герцог Мальборо исполнял обязанности высшего лорд-стюарда Англии. В 1907—1908 годах — мэр города Вудсток, лорд-лейтенант графства Оксфордшир (1915—1934). В 1902 году стал кавалером Ордена Подвязки.
Он был президентом Национального пожарного бригадного союза.
Хоккейный клуб «Торонто Мальборос» в Торонто (Канада) назван в честь герцога.

## Военная карьера
В 1897 году герцог Мальборо стал лейтенантом Королевского Оксфордширского гусарского полка. В начале Второй англо-бурской войны он в январе 1900 года он был откомандирован на службу в качестве штабс-капитана имперских йоменов в Южной Африке и получил временный чин капитана. Впоследствии он был назначен помощником военного секретаря лорда Робертса, главнокомандующего английскими войсками в Южной Африке.
Он был упомянут в военной депеше и получил чин майора 7 декабря 1901 года. После окончания войны герцог Мальборо вышел в отставку. Во время Первой мировой войны вернулся на военную службу,  служил подполковником в генеральном штабе.

## Семья
Герцог Мальборо был женат дважды. Его первой женой была Консуэло Вандербильт (2 марта 1877 — 6 декабря 1964), единственная дочь Уильяма Киссэма Вандербильта (1849—1920), американского миллионера и железнодорожного магната, и его первой жены Альвы Эрскин Смит (1853—1933). Бракосочетание состоялось в церкви Святого Фомы в Нью-Йорке 6 ноября 1895 года. У супругов было двое сыновей:
- Джон Альберт Эдвард Уильям Спенсер-Черчилль (18 сентября 1897 — 11 марта 1972), маркиз Блэндфорд, затем 10-й герцог Мальборо.
- лорд Айвор Чарльз Спенсер-Черчилль (14 октября 1898 — 17 сентября 1956), ветеран Первой мировой войны, кавалер Ордена Почётного легиона. Был женат на Элизабет Каннингем.

Герцог Мальборо использовал приданое Вандербильтов для восстановления Бленхеймского дворца, пополнения коллекции мебели и библиотеки, многие предметы из которых были проданы в течение 19 века. Многие драгоценности, которые носили последующие герцогини Мальборо, также были приобретены в этот период.
По заданию герцога Мальборо ландшафтный дизайнер Ашиль Дюшен (1866—1947) создал водный сад в Бленхеймском дворце.
Супруги развелись в 1921 году, брак был аннулирован Ватиканом через пять лет.
25 июня 1921 года в Париже герцог Мальборо вторично женился на американке Глэдис Мэри Дикон (1881—1977), дочери Эдварда Дикона и Флоренс, дочери адмирала Чарльза Болдуина. Брак был несчастным и бездетным. В более позднее время во время общего обеда герцогиня Мальборо всегда клала возле своей тарелки заряженный пистолет. В конце концов супруги перестали жить совместно, но никогда не разводились.